# SV Remagen
Der SV Remagen 1919 e. V. ist ein deutscher Fußballverein mit Sitz in der rheinland-pfälzischen Stadt Sinzig im Landkreis Ahrweiler.

## Geschichte

### Zeit in den oberen Amateurligen
Der Verein wurde im Jahr 1919 gegründet. Mindestens ab der Saison 1949/50 spielte die Mannschaft in der Landesliga Rheinland, welche damals zweitklassig war. Diese konnte in der Staffel Nord mit 24:18 Punkten auf dem vierten Platz abgeschlossen werden. Zur nächsten Saison wechselte der Verein in die Staffel Mitte und schloss dort mit 38:18 auf dem dritten Platz ab. Ab der Saison 1952/53 ging es dann in der 1. Amateurliga Rheinland weiter. In der nun eingleisigen Liga, musste der Verein als 13. mit 23:37 dann jedoch den Abstieg in die 2. Amateurliga hinnehmen.
Erst zur Saison 1971/72 gelang dann wieder der Aufstieg in die Amateurliga. Mit 36:24 Punkten wurde diese Saison dann auf dem sechsten Platz abgeschlossen. In den folgenden Saison schloss die Mannschaft dann immer auf einem Platz in der unteren Hälfte der Tabelle ab, konnte sich aber in der Liga halten. Die Saison 1977/78 war dann die letzte Saison vor der Aufspaltung der Liga. Bedingt durch den achten Platz, ging es für den Verein danach in der Verbandsliga Rheinland weiter.

### 2000er Jahre bis heute
In der Saison 2001/02 spielte der Verein in der Bezirksliga Mitte und platzierte sich am Ende mit 42 Punkten auf dem achten Platz. Zu diesem Zeitpunkt befand sich der Verein noch in einer Spielgemeinschaft mit dem SV Kripp. Nach der nächsten Saison landete die Mannschaft auf dem neunten Platz, musste aufgrund der Reform der Ligen jedoch den Weg in die Kreisliga A antreten. Die erste Saison hier, wurde dann mit 33 Punkten auf dem siebten Platz abgeschlossen. Nach dieser Saison wurde die SG dann aufgelöst und der SV trat wieder eigenständig auf. Nach der Saison 2005/06 wiederum kam es dann zu einem weiteren Abstieg. In der Saison 2006/07 in der Kreisliga B spielend, wurde die Mannschaft in dieser Saison Meister und konnte somit direkt wieder aufsteigen. Zurück in der Kreisliga A zur darauffolgenden Saison konnte auch mit dem fünften Platz, wieder eine höhere Position auf der Tabelle erzielt werden. Eine lange Zeit lang, konnte darauf die Liga mit Positionen in der oberen Hälfte der Tabelle gehalten werden. Erst zur Saison 2016/17 wurde mit dem elften Platz, dann eine etwas niedrigere Position erreicht. Nach der Saison 2018/19 sollte es dann nicht mehr reichen und die Mannschaft steig mit 20 Punkten als Tabellenletzter wieder ab. Somit spielt der Verein seit der Saison 2019/20 in der Kreisliga B.